# Đồng (đơn vị tiền cổ)

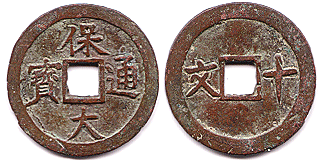
Đồng tiền cuối cùng của triều đại phong kiến Việt Nam với bốn chữ "Bảo Đại Thông Bảo" (保大通寶)
Bảo Đại (1925-1945); mặt kia ghi "thập văn" tức mệnh giá 10 đồng

Đồng (tiếng Trung: 文錢 văn tiền; chữ Nôm: 銅錢 đồng tiền; tiếng Pháp: sapèque) là loại tiền xu tròn khoét lỗ hình vuông ở giữa, được dùng làm tiền tệ chính thức của Việt Nam từ thời nhà Đinh năm 970 đến thời nhà Nguyễn năm 1945, và vẫn được lưu hành ở miền Bắc Việt Nam cho đến năm 1948. Loại tiền tương tự cũng được lưu hành ở Trung Hoa, Nhật Bản, Triều Tiên và Lưu Cầu trong nhiều thế kỷ. Mặc dù phần lớn tiền xu của Việt Nam trong suốt lịch sử là tiền đồng, tiền chì, sắt (từ năm 1528) và kẽm (từ năm 1740) cũng được lưu hành song song với tỷ giá dao động (1 đồng tiền mặt bằng 10 đồng kẽm vào năm 1882) . Lý do tại sao tiền xu làm từ kim loại có giá trị nội tại thấp được giới thiệu là do có nhiều mê tín liên quan đến việc người Việt chôn tiền mặt, với việc người dân chôn tiền mặt trở thành một vấn nạn lớn đối với chính quyền vì hầu như tất cả các tiền xu do chính quyền phát hành đều có xu hướng được chôn chỉ vài tháng sau khi chúng được đưa vào lưu hành. Vì những đồng xu giá trị thấp này có xu hướng rất dễ vỡ, chúng sẽ phân hủy nhanh hơn nếu được chôn cất, khiến cho người Việt ngừng chôn tiền 
.

## Phát âm

### Sapèque
Chữ "sapèque" cho tiền xu trong tiếng Pháp đến từ chữ sa pek hoặc sa pe trong tiếng Mã Lai với nghĩa là "một pe(k)" (pek, hoặc pie, một dạng tiền tệ), vốn xuất thân từ chữ tiếng Hán Peku / Pak (百, từ Hán-Việt: bách), nghĩa là "một-trăm" . Nguồn gốc của thuật ngữ này có thể xuất phát từ một thực tế là tiền xu thường được xâu lại với nhau thành chuỗi khoảng một trăm mảnh 
Người Pháp sử dụng thuật ngữ "sapèque" ở Ma Cao và ban đầu sử dụng nó để gọi tên các loại tiền xu của Trung Quốc nhưng sau đó cũng áp dụng thuật ngữ này cho tiền xu Việt Nam .

## Đon vị tiền tệ
Theo truyền thống, các đơn vị cơ bản của tiền tệ Việt Nam là quan (貫), tiền và đồng. Một quan bằng 10 tiền và một tiền từ 50 đến 100 đồng, tùy thuộc vào thời đại. Từ thời Trần Thái Tông trở đi, 1 tiền bằng 69 đồng trong các giao dịch thương mại thông thường nhưng lại bằng 70 đồng trong các giao dịch chính thức. Từ thời Lê Thái Tổ, 1 tiền được quy thành 50 đồng. Trong thời Nam–Bắc triều, bắt đầu từ năm 1258, đường kính của tiền xu được giảm từ 24 milimét (0,94 in) xuống còn 23 milimét (0,91 in) và được pha loãng với kẽm và sắt. Tiền xu mỏng hơn được gọi tiền gián hoặc sử tiền, nhằm để phân biệt với tiền quý hoặc cổ tiền dày hơn. Một quan tiền quý tương đương 600 đồng, trong khi 1 quan tiền gián chỉ bằng 360 đồng . Dưới thời nhà Hậu Lê, 1 tiền bằng 60 đồng; do vậy 600 đồng bằng 1 quan. Vào thời nhà Nguyên, thương nhân người Việt ở biên giới với Trung Quốc sử dụng tỷ giá 1 tiền bằng 67 đồng. Tiền kẽm bắt đầu xuất hiện ở Đại Việt vào khoảng thế kỷ 18. Một xu tiền đồng bằng 3 xu tiền kẽm. Bắt đầu từ thời vua Gia Long, cả tiền đồng và tiền kẽm đều được sử dụng. Ban đầu hai loại tiền xu này có giá trị ngang nhau, nhưng cuối cùng tiền đồng có giá trị tăng lên gấp đôi tiền kẽm, rồi gấp ba, rồi gấp sáu, cho đến thời vua Thành Thái, nó có giá trị gấp mười lần một đồng tiền kẽm.

## Lịch sử

### Nhà Đinh và nhà Tiền Lê
Tiền xu đầu tiên của người Việt được đúc dưới thời nhà Đinh với sự xuất hiên của Thái Bình Hưng Bảo (太平興寶) vào đời Đinh Tiên Hoàng . Tuy vậy trong 2 thế kỷ tiếp theo, tiền xu vẫn là một thứ hiếm gặp trong cuộc sống hàng ngày của thường dân vì chuyển đổi hàng hóa vẫn là hình thức buôn bán phổ biến dưới thời nhà Đinh và Tiền Lê .

### Nhà Lý
Nhìn chung tiền xu do người Việt sản xuất từ thời Lý Thái Tông trở đi có chất lượng kém hơn so với các loại tiền xu của Trung Quốc . Chúng thường được sản xuất với các thành phần kim loại kém hơn và được đút mỏng và nhẹ hơn so với tiền xu Trung Quốc do tình trạng thiếu đồng trầm trọng trong thời nhà Lý . Điều này đã tạo cảm hứng cho các thương nhân Trung Quốc đúc lại tiền xu Trung Quốc để xuất khẩu sang Việt Nam, khiến cho một lượng tiền xu dồi dào được lưu hành trong nước dẫn đến việc nhà Lý phải đình chỉ việc đúc tiền trong 5 thập kỷ .

### Nhà Trần
Việc sản xuất tiền xu kém chất lượng vẫn tiếp tục diễn ra dưới thời nhà Trần . Việc đút tiền xu bởi cả chính phủ lẫn tư nhân đều diễn ra ở quy mô lớn vào thời nhà Trần .
Vào thời Trần Dụ Tông, tiền xu của người Việt được đúc nhiều nhất, do một số thiên tai như mùa màng thất bát dưới triều đại của ông khiến cho nhà Trần phải phát hành nhiều tiền xu hơn cho dân chúng để đền bù . Các cuộc đấu tranh chính trị trong nội bộ của nhà Trần đã khiến cho việc sản xuất tiền xu chấm dứt và do đó không có tiền xu nào được sản xuất trong suốt thời gian trị vì của 7 vị vua cuối cùng của nhà Trần .

### Nhà Hồ
Trong thời nhà Hồ, việc sử dụng tiền xu đã bị Hồ Quý Ly cấm vào năm 1396 với sự ban hành của tiền giấy Thông Bảo Hội Sao (通寶會鈔) và ông ra lệnh cho mọi người đổi tiền xu của họ lấy tiền giấy (với tỷ giá 1 quan tiền đồng đổi lấy 2 tờ Thông Bảo Hội Sao) , những người từ chối trao đổi hoặc tiếp tục thanh toán bằng tiền xu sẽ bị xử tử và bị chính phủ thu giữ tài sản. Bất chấp những luật lệ hà khắc này, rất ít người dân dùng tiền giấy và tiền kim loại vẫn được lưu hành rộng rãi buộc nhà Hồ phải rút lại các chính sách này . Tiền giấy Thông Bảo Hội Sao của nhà Hồ được thiết kế nổi bật với hình ành rong biển, sóng nước, mây và rùa . Dưới thời nhà Hồ, tiền Thánh Nguyên Thông Bảo (聖元通寶) và Thiệu Nguyên Thông Bảo (紹元通寶) chỉ được sản xuất với số lượng nhỏ, nhưng nhà Hậu Lê sau này cũng sản xuất tiền xu có cùng dòng chữ trong vòng chưa đầy nửa thế kỷ sau với số lượng lớn hơn .

### Nhà Lê, nhà Mạc và Lê trung hưng
Từ thời nhà Mạc năm 1528 tiền đồng lại chia thành hai hạng: tiền gián và tiền quý. Tiền gián mỏng và xấu hơn nên giá trị thấp hơn, chủ yếu chỉ dùng trong dân gian buôn bán với nhau còn trao đổi với triều đình như việc đóng thuế thân hay các lệ phí thì phải nộp bằng tiền quý.

### Nhà Nguyễn

#### Thời Pháp thuộc
Đến thời Pháp thuộc thì loại tiền cổ dần bị đồng bạc Đông Dương thay thế và những đơn vị quan, tiền cũng bỏ dần.
| Đơn vị tiền cổ (trước năm 1945) | Đơn vị tiền cổ (trước năm 1945) | Đơn vị tiền cổ (trước năm 1945) | Đơn vị tiền cổ (trước năm 1945)              |
| ------------------------------- | ------------------------------- | ------------------------------- | -------------------------------------------- |
| Tên gọi đơn vị                  | Chữ Nho                         | Giá trị tại Việt Nam            | Giá trị tại Nhật Bản, Triều Tiên, Trung Hoa, |
| Đồng                            | 文 Văn                          | -                               | -                                            |
| Xu (thời Pháp thuộc)            | 分 Phân                         | 10 đồng                         | 10 đồng                                      |
| 1 tiền                          | 陌 Mạch                         | 36-60 đồng                      | 100 đồng                                     |
| 1 quan                          | 貫 Quán, 元 Nguyên              | 360-600 đồng                    | 1000 đồng                                    |

## Liên kết bên ngoài
1. ↑  Vietnamnet – Sử Việt, đọc vài quyển Chương IV "Tiền bạc, văn chương và lịch sử"
2. ↑  "Definition of guàn (貫)". Truy cập ngày 25 tháng 8 năm 2010.
3. ↑  Hán-Việt từ điển của Thiều Chửu. Nhà Xuất Bản TP. Hồ chí Minh. 2002
4. ↑  Khâm định Đại Nam hội điển sự lệ" xuất bản ở Thuận Hóa, Việt Nam năm 1993
5. ↑  "Đại Nam thực lục" xuất bản bởi Trường Đại học Khoa học Xã hội và Nhân văn, Đại học Quốc gia Hà Nội, năm 1962, viết bởi sử quan triều Nguyễn
6. ↑  Le bas-monnayage annamite au niên hiệu de Gia Long (1804-1827) by François Joyaux. Truy cập: ngày 22 tháng 4 năm 2018. (in French)
7. ↑  Toda 1882, tr. 6.
8. ↑  Manuel de Rivas, Idea del Imperio de Anam. Published: 1858 Manila, Spanish East Indies (in Castilian)
9. ↑  Toda 1882, tr. 9.
10. 1 2 3 4  Christophe (ngày 17 tháng 9 năm 2013). "Titre: Hué, 1926 – Une pièce inédite sur la piastre (2)" (bằng tiếng Pháp). L’Association des Amis du Vieux Huế - FONDS ICONOGRAPHIQUE. Bản gốc lưu trữ ngày 19 tháng 4 năm 2021. Truy cập ngày 22 tháng 2 năm 2021.
11. ↑  "sapeque (noun) - sa·peque - variants: or less commonly sapek \ səˈpek \ - plural -s". Merriam-Webster (sinds 1828) (bằng tiếng Anh). ngày 22 tháng 2 năm 2021. Truy cập ngày 22 tháng 2 năm 2021. {{Chú thích web}}: zero width space character trong |title= tại ký tự số 21 (trợ giúp)
12. ↑  Tạ Chí Đại Trường (2004). "Tiền bạc, văn chương và lịch sử". Sử Việt, đọc vài quyển. Văn Mới Publishing House. Bản gốc lưu trữ ngày 3 tháng 3 năm 2016. Truy cập ngày 15 tháng 6 năm 2011.
13. ↑  Eduardo Toda y Güell (1882). "Annam and its Minor Currency - Chapter XI. - The 吳 Ngo Family. The twelve 使君 Suquan. The 丁 Dinh Dynasty. The former 黎 Le Dynasty. - 940-1010 A.D. - The 吳 Ngo Family - 940-948" (bằng tiếng Anh). Art-Hanoi. Truy cập ngày 17 tháng 4 năm 2020.
14. ↑  Alotrip.com – We book, you travel. Ancient Vietnamese coins – Episode 1. Lưu trữ ngày 28 tháng 10 năm 2017 tại Wayback Machine Published: Thursday, 12 Mar 2015. Last updated: Thursday, 25 Jun 2015 09:01 Retrieved: ngày 29 tháng 6 năm 2017.
15. ↑  David, Hartill (ngày 22 tháng 9 năm 2005). Cast Chinese Coins. Trafford, United Kingdom: Trafford Publishing. tr. 432. ISBN 978-1412054669.
16. 1 2  Eduardo Toda y Güell (1882). "Annam and its Minor Currency - Chapter XII. The 李 Ly Dynasty. - 1010-1225" (bằng tiếng Anh). Art-Hanoi. Truy cập ngày 17 tháng 4 năm 2020.
17. 1 2 3  Eduardo Toda y Güell (1882). "Annam and its Minor Currency - Chapter XIII. - The 陳 Tran Dynasty. - 1225-1414" (bằng tiếng Anh). Art-Hanoi. Truy cập ngày 17 tháng 4 năm 2020.
18. ↑  Linh, Vietnamese in Vancouver Thông bảo hội sao Lưu trữ ngày 17 tháng 2 năm 2018 tại Wayback Machine. Xin visa du lịch – Đặt phòng & vé máy bay – Hỗ trợ 24/7 Retrieved: ngày 16 tháng 2 năm 2018.
19. ↑  "Over-600-year history of Vietnam banknotes". Vietnamnet (bằng tiếng Anh). ngày 15 tháng 8 năm 2013. Bản gốc lưu trữ ngày 28 tháng 10 năm 2017. Truy cập ngày 29 tháng 6 năm 2017.
20. ↑  Đại Việt sử ký toàn thư, Nhà xuất bản Khoa học xã hội, 1998, tập 2,trang 189 (in Vietnamese)
21. ↑  Lịch triều hiến chương loại chí, tập 2, trang 112, Nhà xuất bản giáo dục, 2007
22. ↑  "Vietnamese Money Through Time". Vietnam Culture (Brings Vietnamese culture to the world) (bằng tiếng Anh). ngày 3 tháng 3 năm 2014. Truy cập ngày 29 tháng 6 năm 2017.
23. ↑  Asian Numismatic Museum (Sudoku One) Coins of the Hồ Dynasty   胡朝  1400 - 1407 AD. Thanh Nguyen and Thieu Nguyen. Retrieved: ngày 19 tháng 7 năm 2017.
24. ↑  Mirua Gosen. Published: 1966. (in Japanese)
25. ↑  "Sử Việt, đọc vài quyển Chương IV "Tiền bạc, văn chương và lịch sử"". Bản gốc lưu trữ ngày 3 tháng 3 năm 2016. Truy cập ngày 15 tháng 6 năm 2011.